# Edvard Grieg Museum Troldhaugen

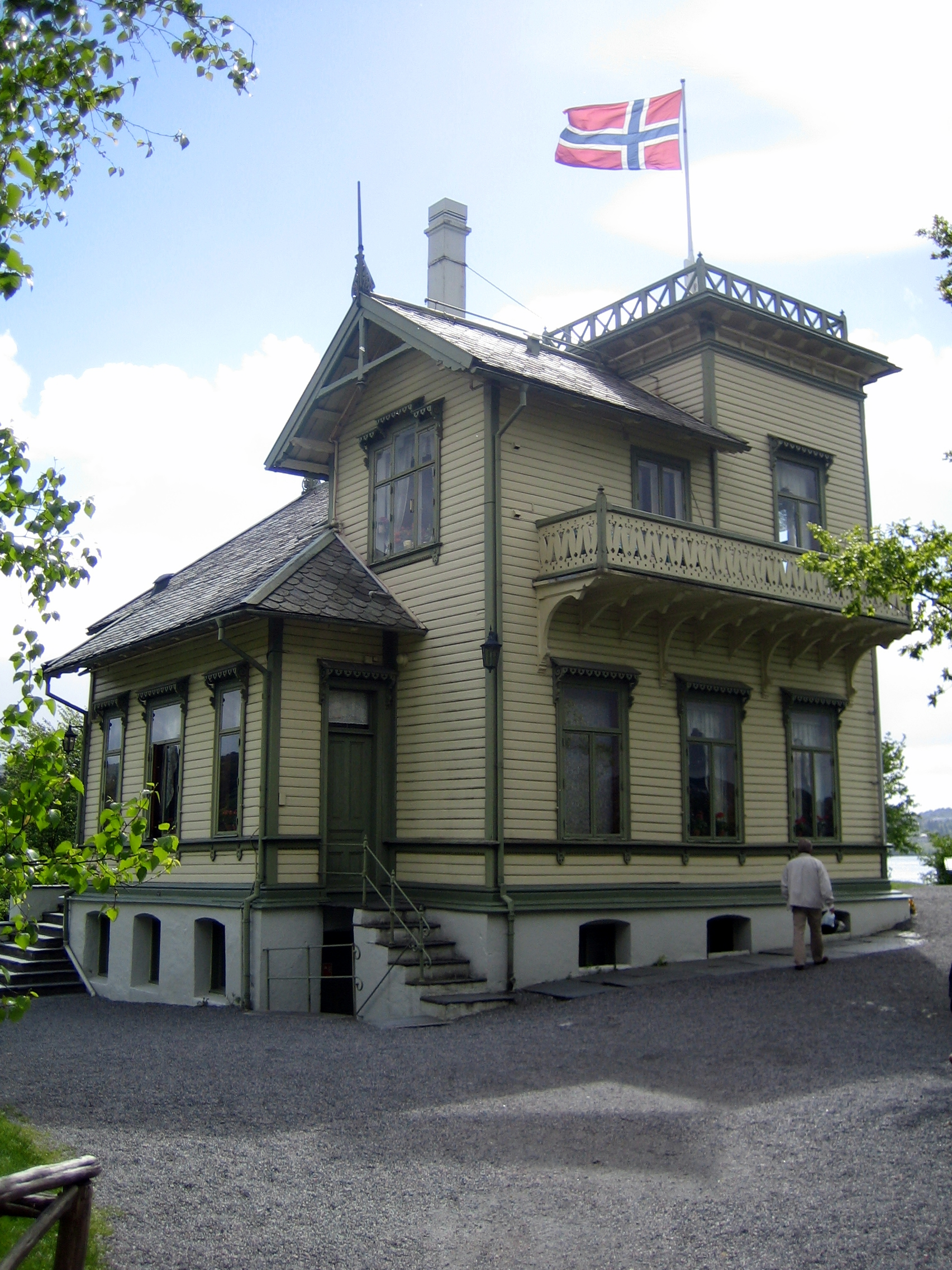
Troldhaugen

Het Edvard Grieg Museum Troldhaugen is een museum in Bergen in Noorwegen. Het museum is gevestigd in het vroegere huis van de componist Edvard Hagerup Grieg, die er woonde van 1885 tot aan zijn dood in 1907.
De naam Troldhaugen, bedacht door de echtgenote van Grieg, verwijst naar de buurt waar de woning ligt, maar is tevens een verwijzing naar de Trollen, die in het werk van Grieg een rol spelen, en "Haugen", de heuvel waarop het huis gebouwd is.
Het huis werd ontworpen door een neef van de componist, waarbij Grieg een aantal duidelijke wensen had kenbaar gemaakt. Zo heeft de villa voor Noorse begrippen grote ramen, hetgeen het zeer lastig maakte om het huis in de winter warm te krijgen. Grieg vond dat geen probleem, omdat hij het huis voornamelijk in de zomer gebruikte, 's winters waren hij en zijn vrouw meestal op reis.
Troldhaugen ligt hoog boven op een rots, die steil naar de fjord afhelt. De toren op het huis geeft een wijd uitzicht over de fjord met zijn kleine met dennenbomen begroeide eilandjes. Grijze rotsen, die de stad Bergen insluiten, vormen de achtergrond. Voor het huis ligt een met bloemen getooide tuin vanwaar smalle bospaadjes naar beneden tot aan de fjord leiden. Zij voeren tot langs een steile rotswand, die door Grieg was uitgekozen als laatste rustplaats.
Naast het huis, verder langs het strand, is ook het tuinhuisje/kleine hut, met slechts één vertrek (Griegs werkkamer), bewaard, waar Grieg componeerde. Bij de villa is in 1985 een concertzaal gebouwd, terwijl in 1995 een museum werd geopend waar het leven en het werk van de componist centraal staat.
Grieg heeft de naam van zijn huis in een van zijn Lyrische Stukken vereeuwigd: "Bryllupsdag på Troldhaugen" ('Trouwdag in Troldhaugen'), op. 65, no. 6.